# Štír hnědožlutý
Štír hnědožlutý (Hemiscorpius lepturus) je jedovatý štír z čeledi Hemiscorpiidae. Vyskytuje se v Jemenu, Pákistánu, Iráku a Íránu, kde je poměrně rozšířen, ale pro malý vzrůst a jedovatost není chován.
Jde o jediného štíra mimo čeleď Buthidae, který je schopen usmrtit člověka. Patří do čeledi Hemiscorpiidae, v níž jsou jinak pouze zcela neškodní štíři s velice slabým jedem. Dříve patřil do čeledi Scorpionidae. Na rozdíl od neurotoxických jedů ostatních smrtelně nebezpečných štírů má jed cytotoxický. Proti jedu neexistuje žádný protijed.
Pohlavní dimorfismus spočívá v délce metasomy – samec ji má delší než samice.